# Zatoka Wódzka
Zatoka Wódzka – zatoka, część Roztoki Odrzańskiej, w jej wschodniej części nad brzegiem Doliny Dolnej Odry. 
Wody Zatoki Wódzkiej przynależą do gminy Stepnica.
Na zachód od zatoki znajduje się wyspa Wichowska Kępa. Zatoka Wódzka jest oddzielona od Wielkomękowskiej Głębi półwyspem.
W 1949 roku zmieniono urzędowo rozporządzeniem niemiecką nazwę zatoki – Holzlanke, na polską nazwę – Rokitka. W 2007 roku Komisja Nazw Miejscowości i Obiektów Fizjograficznych przedstawiła nazwę – Zatoka Wódzka.